# カワラスゲ
カワラスゲ Carex incisa は、スゲ属植物の一つ。柔らかな植物で、非常に細くて垂れる小穂をつける。タニスゲの異名がある。

## 特徴
柔らかな多年生草本。全体にほぼ平滑だが、花茎の先端近くだけはざらつく。根茎は短く、株立ちになって匍匐枝は出さない。草丈は20-50cm。基部の鞘は淡褐色で、葉身の無い鞘がある。葉は細長くて柔らかく、幅は3.5-5mm、表面は緑色でつやが無く、裏面はこまかな乳頭状突起が密生して粉白色を帯びる。
花期は-6月。花茎は葉よりも長いが先端が大きくしだれるため、葉より上に抜き出る印象は少ない。花茎の途中には葉状の苞があり、その基部に鞘はない。小穂は先端近くにあり、全体に緑色、細長くて垂れる。頂小穂は雄性、あるいは雄雌性で先端に雌花部がある。長さ0.5-2cmの柄があり、小穂は長さ2.5-5.5cm、細長くて雄花部は糸状、雌花部は円筒状、全体として大きく垂れる。側小穂は雌性で、柄があって垂れ、小穂の長さは2.5-6cm。下方は小穂の軸に沿って先端では密につくが、基部ではまばらになる傾向があり、下方のそれでは特に顕著になる。
果胞は長卵形で長さ2.8-3mm、緑色で無毛、先端に向かって次第に狭まって長い嘴を作る。雌花鱗片は果胞よりやや短くて半透明、主脈先端が突出する芒端である。果実は楕円形で断面はレンズ状、柱頭は２裂し、果胞に密に包まれる。

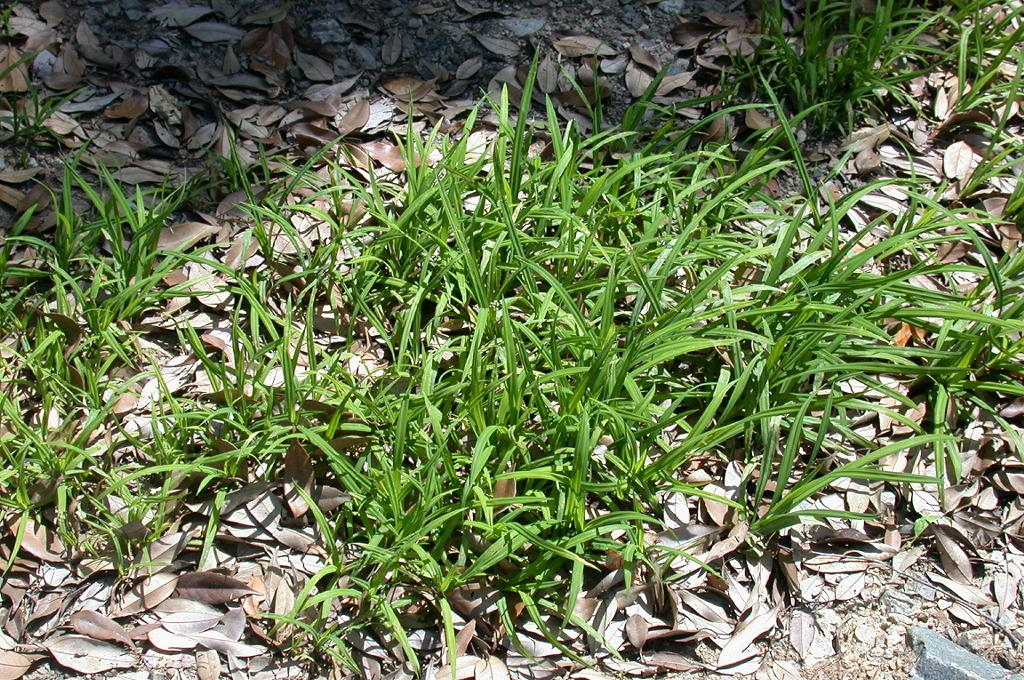
生えている様子
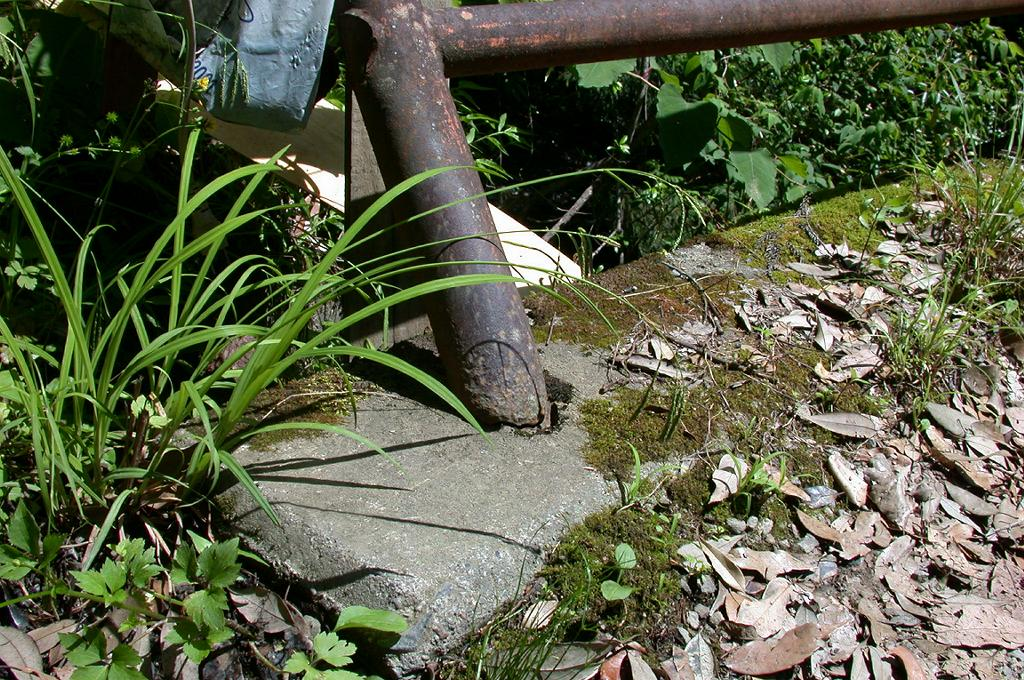
花柄を伸ばした株
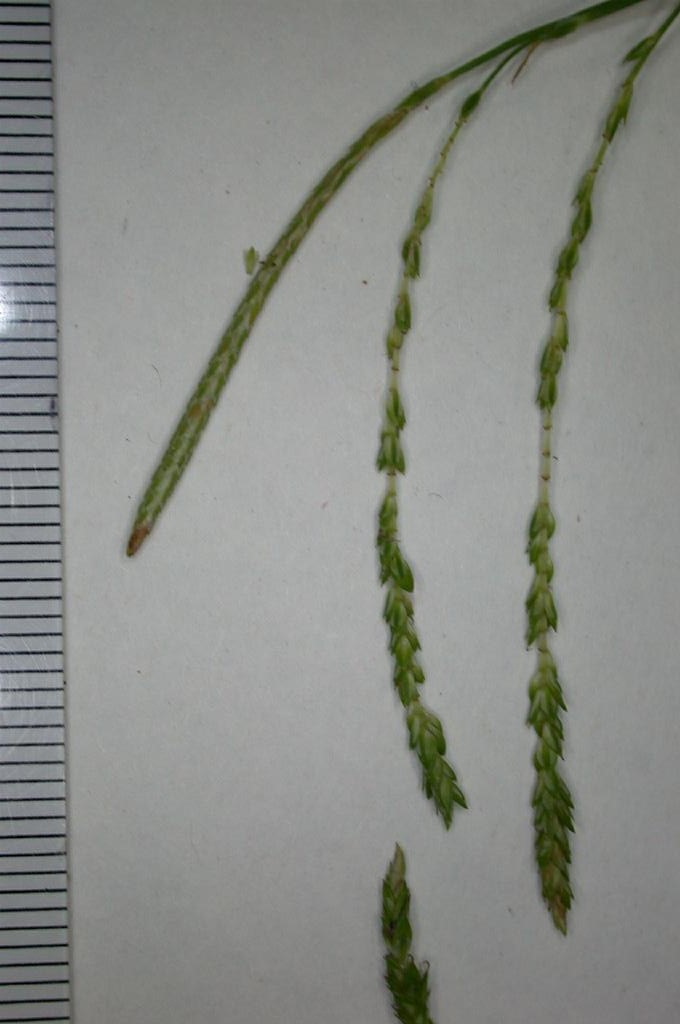
花序の先端部
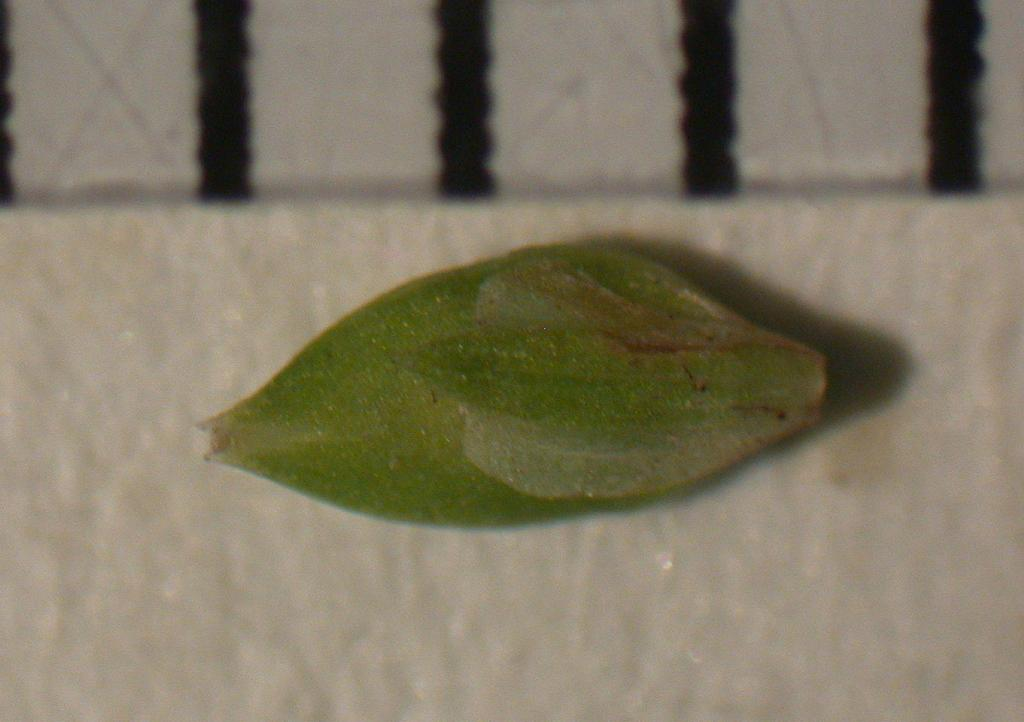
果胞と雌花鱗片

## 分布
北海道から本州に分布し、日本固有種である。本州では南部まで分布する。

## 生育環境
山道や路傍に生える。やや湿ったところに多く、また踏み跡など攪乱のある場所に出現することが多い。なお、和名は河原菅で、河原に生える菅の意と思われるが、実際に河原に現れることは少ない。この点で参考文献はほぼ一致している。

## 類似種など
緑色の細い穂が垂れる姿が独特で、紛らわしいものはない。細長い穂が垂れるものとしては、テキリスゲやアズマナルコなど他にも種はあるが、いずれも本種より遙かに大きい。本種はこれらとともにアゼスゲ節に所属する。ショウジョウスゲなども細長い小穂を垂らすが、これらは鱗片などが強く着色する。

## 利害
まず無い。